# Raiffeisen Svizzera
Raiffeisen è un'unione svizzera di casse di risparmio.
Le 246 Banche Raiffeisen indipendenti organizzate sulla base di una società cooperativa formano insieme a un totale di 896 agenzie la più fitta rete di sportelli bancari della Svizzera. Nel XXI secolo il Gruppo Raiffeisen è divenuto il secondo gruppo bancario svizzero con un totale di bilancio attuale di CHF 229 miliardi e rientra tra le banche retail svizzere leader. Da giugno 2014 Raiffeisen è una delle banche svizzere rilevanti per il sistema e deve dunque soddisfare speciali requisiti per quanto riguarda i fondi propri. Raiffeisen Svizzera conta 3.8 milioni di clienti in Svizzera, di cui circa 1.9 milioni sono soci e quindi comproprietari della loro Banca Raiffeisen regionale.

## Organizzazione in un'unione
Le 246 Banche Raiffeisen giuridicamente indipendenti in Svizzera si sono unite in Raiffeisen Svizzera (un tempo chiamata Federazione delle Banche Raiffeisen). Raiffeisen Svizzera, così come le Banche Raiffeisen partecipanti, è una società cooperativa. Essa coordina le attività del Gruppo, crea le condizioni quadro per le attività operative delle Banche Raiffeisen locali (ad esempio tecnologia dell'informazione, infrastrutture, rifinanziamenti) e fornisce loro consulenza e supporto in ogni ambito aziendale. Inoltre rientrano tra i compiti di Raiffeisen Svizzera la gestione dei rischi e il controllo. Raiffeisen Svizzera dispone di succursali che gestisce direttamente nelle regioni urbane Basilea, Berna, San Gallo, Thalwil, Winterthur e Zurigo. Queste non sono cooperative indipendenti. La sede principale di Raiffeisen Svizzera è di fatto dal 1912 e giuridicamente dal 1936 a San Gallo.

## Storia
Le idee di Hermann Schulze-Delitzsch e Friedrich Wilhelm Raiffeisen, in particolare il principio dell'autoaiuto, sono state accolte con interesse in Europa, trovando numerosi imitatori soprattutto nelle zone rurali. Su iniziativa del parroco Johann Traber, nel 1899 nacque a Bichelsee la prima Cassa Raiffeisen della Svizzera. Nel 1902 dieci istituti si unirono a formare la Federazione svizzera Raiffeisen. Dal 1912 a San Gallo vi era un'agenzia comune della Federazione, che fu ampliata nel corso dei successivi 40 anni dal direttore Josef Stadelmann. Nel 2017 l'Autorità federale di vigilanza sui mercati finanziari avviò un procedimento di enforcement contro il Gruppo bancario relativamente a temi legati alla corporate governance [8] e contro l'ex Presidente della Direzione, Pierin Vincenz, relativamente alla gestione dei conflitti d'interesse, durante il suo periodo presso Raiffeisen Svizzera. A seguito delle dimissioni di Vincenz come Presidente della Helvetia Assicurazioni e alla sua promessa di non ambire a nessuna funzione di responsabilità presso una banca o assicurazione, l'Autorità di vigilanza sui mercati finanziari chiuse il procedimento contro Vincenz, mentre quello contro Raiffeisen Svizzera fu portato avanti. Dopo otto mesi di indagini, l'Autorità di vigilanza sui mercati finanziari, a giugno 2018 concluse il procedimento di enforcement contro Raiffeisen.

## Principi aziendali
Le Banche Raiffeisen organizzate in forma cooperativa assistono la popolazione delle rispettive regioni in un raggio di attività chiaramente definito. In questo modo, rimanendo all'interno del rispettivo raggio di attività, i fondi della clientela contribuiscono direttamente allo sviluppo della regione. Le Banche Raiffeisen supportano inoltre le associazioni locali e gli enti sociali e sono al contempo datori di lavoro regionali e contribuenti nei rispettivi comuni.
Rientrano tra i principi il radicamento locale e la vicinanza alla clientela, la struttura cooperativa e l'unione di valori cooperativi e mentalità economico-aziendale. La responsabilità dirigenziale presso Raiffeisen è distribuita secondo un principio federalistico. Raiffeisen non mira a una crescita a qualunque costo. Rientrano inoltre tra i principi di Raiffeisen una politica creditizia prudente e il controllo dei rischi.

## Partecipazioni
Raiffeisen Svizzera collabora con diverse aziende per offrire i loro servizi alle Banche Raiffeisen affiliate. Raiffeisen Svizzera partecipa direttamente alle seguenti aziende:[12] 
- Gruppo Aduno, 25.5%
- Viseca (carte bancarie)
- Cashgate (piccoli crediti)
- Arizon Sourcing SA (servizi IT e altri servizi), 51%[13]
- Leonteq, aziende Fintech, 29%[14]
- Raiffeisen Centro Imprenditoriale SA, 100% (dal 2014)
- SIX Group (borsa svizzera), 3.2%
- Swiss Bankers Prepaid Services (mezzi di pagamento per i viaggi), 16.5%
- Responsibility (microfinanza nei paesi in via di sviluppo), 15%
- PMI Capitale SA (finanziamento mezzanino)[15]
- Twint (Mobile Payment), 5%[16] In seguito all'uscita di Vincenz, queste partecipazioni sono state analizzate in modo critico e da allora è in atto un processo di eliminazione delle partecipazioni.[17] In tal senso, Notenstein Banca Privata (Banca Privata, Banca Privata Online), che dal 2012 apparteneva al 100% al Gruppo e, mediante l'acquisizione della base cliente rettificata e dei collaboratori della Banca Privata La Roche, nel 2015 era stata ampliata nella Notenstein La Roche Banca Privata,[18] nel maggio 2018 è stata venduta alla Banca Privata Vontobel per CHF 700 milioni.